# 國立成功大學醫學院附設醫院斗六分院
23°42′07″N 120°32′45″E / 23.70208°N 120.54577°E
國立成功大學醫學院附設醫院斗六分院前身是陸軍第八一九醫院，位於臺灣雲林斗六。

## 沿革
- 日治時期末期，日軍成立「臺南州斗六郡斗六街陸軍第八聯隊眷舍與避病舍」[2]，是當時重要的結核病醫院。
- 台灣光復後由國軍接管，為三級軍醫院，原先名稱為國軍八一五醫院，後改為國軍八一九醫院。
- 2004年6月，國軍八一九醫院配合精進案即將裁撤，引發國立成功大學醫學院附設醫院與國立臺灣大學醫學院附設醫院爭奪未來經營權。
- 2005年7月，由國立成功大學醫學院附設醫院接手經營，更名為「國立成功大學醫學院附設醫院斗六分院」。
- 2006年9月，中醫部開幕
- 2007年5月，新院區第二醫療大樓啟用
- 2008年7月，完成新制教學醫院評鑑；碎石儀器啟用
- 2009年1月，新院區第一醫療大樓啟用；搬遷急性一般病床90床至第一醫療大樓（核備）
- 2009年2月，首例乳房攝影檢查
- 2009年7月，搬遷精神急性一般病床30床至第二醫療大樓；申請開放精神慢性一般病床40床、日間病床15床；獲「急性病毒肝炎檢驗醫院」資格
- 2009年8月，精神科病房啟用（第二醫療大樓）
- 2009年9月，執行偏遠醫療計畫
- 2010年1月，通過外科訓練醫院；為「勞工特殊體格及健康檢查醫療機構」之指定機構；實施TMS教育訓練管理系統
- 2010年2月，院區旁之中正路開通至大學路
- 2010年4月，執行醫療行政知識管理系統（KMS）
- 2010年7月，通過ISO15189醫學實驗室品質認證
- 2010年8月，通過骨銀行認證
- 2010年9月，購進C-RAM儀器
- 2010年11月，通過電子病歷查核
- 2011年3月，內科訓練醫院計畫初審通過
- 2011年5月，成立社區醫療群
- 2011年9月，成立呼吸照護病房（RCW）
- 2011年11月，成立牙科門診
- 2011年12月，購進64切CT儀器
- 2012年9月，衛生局核准收治負壓隔離病房
- 2012年10月，精神科病房搬遷及整修
- 2012年12月，通過承辦「建構以高齡病人為中心之周全性評估友善門診先驅性計畫」；購進Urotable儀器
- 2013年1月，承接雲林第二監獄醫療服務計畫
- 2013年2月，共同實驗室啟用
- 2013年10月，B1庫房及病歷室增建工程完竣
- 2013年11月，舊院區拆除整頓
- 2014年2月，通過「乳房X光攝影醫療機構」認證
- 2014年3月，獲高齡友善健康照護認證
- 2014年5月，員工單房間職務宿舍工程動土
- 2014年9月，精神護理之家核准開業20床
- 2014年10月，通過全球無菸健康照護服務網絡認證
- 2014年12月，第2、3期民眾暨員工機車停車場設置工程完竣
- 2015年3月，員工單房間職務宿舍新建完竣
- 2015年3月，核准承辦林內鄉長照機構據點計劃
- 2015年4月，參與跨院際輔導醫院推動安寧
- 2015年5月，申請開放精神急性一般病床增加2床（共32床）
- 2015年7月，教學醫院評鑑實地訪查；精神護理之家評鑑訪查；護理之家評鑑訪查
- 2016年12月，院區意象圍籬工程完竣
- 2017年2月，員眷宿舍整修工程
- 2018年9月，通過「健康醫院」認證

## 逸事
國防部推精進方案，擬裁撤國軍第八一九醫院，消息傳出後，國立成功大學醫學院附設醫院院長便前往臺北市拜訪國防部，爭取國軍第八一九醫院經營權。國立成功大學以幫忙經營國軍第八一九醫院，並出資數億元為其蓋新大樓為代價，取得臺南市小東路旁陸軍第八○四總醫院舊址（臺南衛戍病院）作為校地。不久，已取得署立雲林醫院（原臺灣省立雲林醫院）經營權的臺大醫院，建議行政院衛生署依「一縣一公立醫院」政策，停蓋國軍第八一九醫院新大樓；或是把國軍第八一九醫院交給臺大醫院經營。對此，成大主任祕書、成大醫院院長、成大工務室主任認為成大基於出錢出力的立場，沒道理將國軍斗六醫院拱手讓人，故於2004年集體前往臺北市，參加衛生署舉辦的說明會並表達立場與不滿。

### 腳註
1. ↑  周麗蘭. . 中時. 2013年11月21日  [2020年6月14日]. （原始内容存档于2020年6月14日） （中文（臺灣））.
2. ↑   （中文（臺灣））.
3. ↑  . 2004年2月14日 （中文（臺灣））.
4. ↑  . 2004年6月22日 （中文（臺灣））.
5. ↑  . 中華日報. 2004年6月25日 （中文（臺灣））.

### 文獻
- 林裕洋. . CIO IT經理人. 2013年11月  [2020-06-14]. （原始内容存档于2013-11-29） （中文（臺灣））.
- 林國賢. . 自由. 2014年8月28日 （中文（臺灣））.
- 許素惠. . 中時. 2017年8月1日  [2020年6月14日]. （原始内容存档于2020年6月14日） （中文（臺灣））.
- 陳其傑. . 中華日報. 2018年7月18日 （中文（臺灣））.[]
- . 中央社. 2019年1月15日  [2020年6月14日]. （原始内容存档于2020年6月14日） （中文（臺灣））.
- 詹士弘. . 自由. 2019年7月3日  [2020年7月4日]. （原始内容存档于2020年7月4日） （中文（臺灣））.
- 林國賢. . 自由. 2020年2月1日  [2020年7月4日]. （原始内容存档于2020年7月4日） （中文（臺灣））.
- 林國賢. . 自由. 2020年2月2日  [2020年7月4日]. （原始内容存档于2020年7月4日） （中文（臺灣））.
- 林國賢. . 自由. 2020年7月3日  [2020年7月4日]. （原始内容存档于2021年1月18日） （中文（臺灣））.
- 林國賢. . 自由. 2020年7月4日  [2020年7月4日]. （原始内容存档于2020年7月4日） （中文（臺灣））.
- 蔡鈺玲、王愉悅. . 大紀元. 2020年7月4日  [2020年7月4日]. （原始内容存档于2020年7月4日） （中文（臺灣））.
- 劉春生. . 臺灣新生報. 2020年7月4日  [2020年7月4日]. （原始内容存档于2020年7月5日） （中文（臺灣））.

## 外部連結
- 官方网站